# Étoile variable de type W Ursae Majoris
Une variable de type W Ursae Majoris est un type d'étoile variable binaire à éclipses. Ces étoiles sont des binaires serrées de type spectral F, G, ou K qui partagent une enveloppe commune de matière et sont donc en contact l'une à l'autre. Elles sont appelées binaires à contact car les deux étoiles se touchent et transfèrent de la masse et de l'énergie par la zone de connexion, bien que l'astronome R. E. Wilson estime que le terme « sur-contact » est plus approprié.
Les variables de type W Ursae Majoris sont les étoiles variables les plus communes. Environ 1 % des étoiles variables appartiennent à ce groupe[réf. nécessaire].

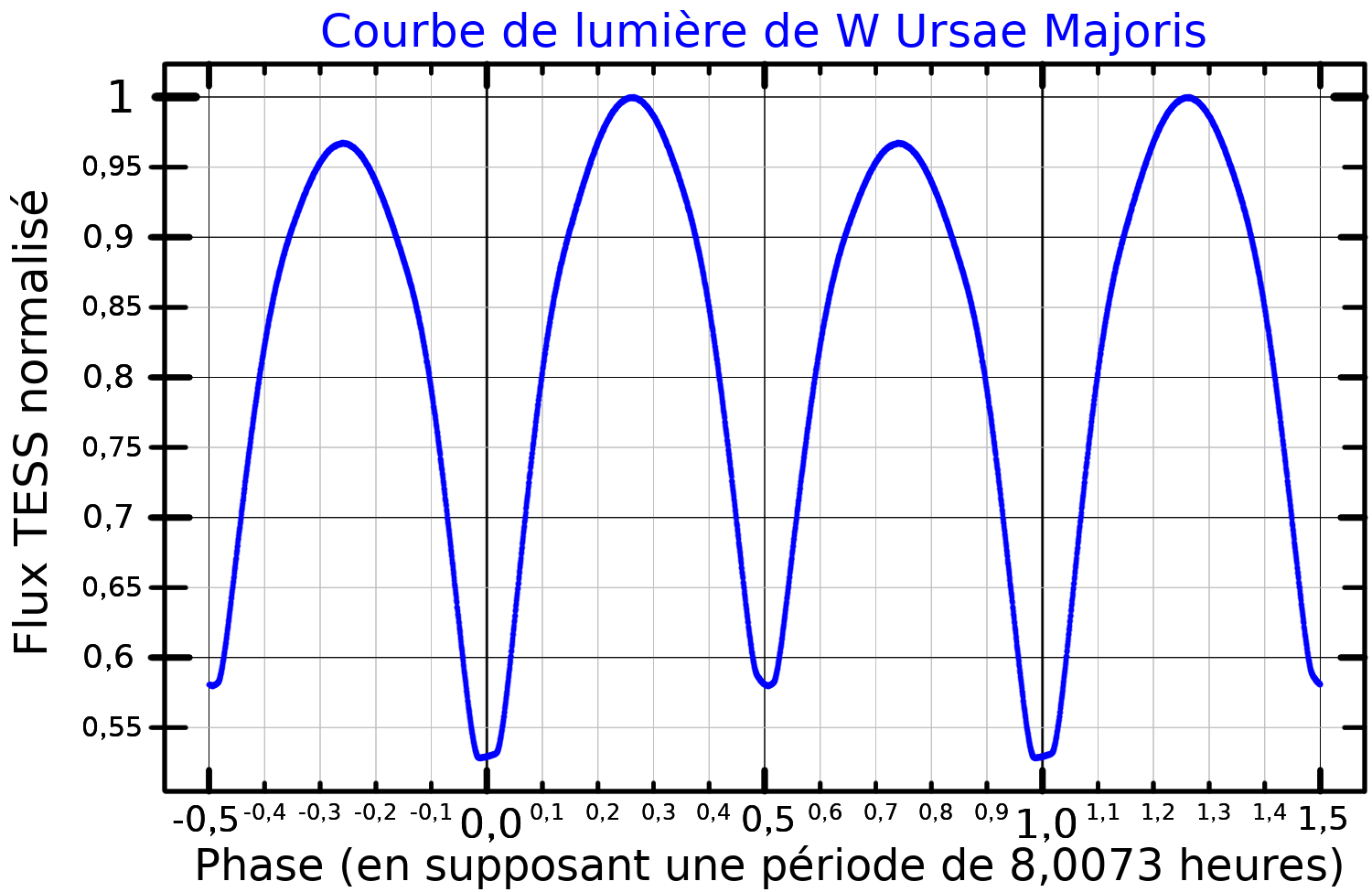
Courbe de lumière de W Ursae Majoris, réalisée à partir des données du télescope spatial TESS.

Le type est divisé en deux sous-types : les types A et W. Les binaires W UMa de type A sont composées de deux étoiles toutes deux plus chaudes que le Soleil, de types spectraux A ou F, avec des périodes orbitales de 0,4 à 0,8 jour. Les binaires de type W ont des spectres plus froids de type G ou K et des périodes plus courtes de 0,22 à 0,4 jour. La différence entre les températures de surface des composantes est inférieure à quelques centaines de kelvins. Un nouveau sous-type fut introduit en 1978 : le type B. Les variables de type B ont de plus grands écarts de température de surface. En 2004, les systèmes à haut rapport de masse, dits systèmes H, furent découverts par Sz. Csizmadia et P. Klagyivik. Les types H ont des rapports de masse supérieurs à {\displaystyle q=0,72} ({\displaystyle q} = (masse de la secondaire)/(masse de la primaire)) et possèdent un moment angulaire plus élevé.
Eggen découvrit que ces étoiles suivaient une relation période-couleur (les systèmes à courte période sont plus rouges). En 2012, Terrell, Gross et Cooney publièrent un recensement colorimétrique de 606 systèmes W UMa dans le système photométrique Johnson-Cousins.
Leurs courbes de lumière diffèrent de celles des binaires à éclipses classiques, montrant une variation ellipsoïdale continue plutôt que des éclipses marquées. Ceci vient du fait que les étoiles sont gravitationnellement distordues l'une par l'autre, et donc que la surface projetée des étoiles change continuellement. Les minima de luminosité sont habituellement égaux car les deux étoiles ont des températures de surface presque égales.
W Ursae Majoris est le prototype de ce type de variable.